# Chondrostoma regium
Chondrostoma regium é um peixe actinopterígeo da família Cyprinidae.